# Shenanigans (programa de televisión)

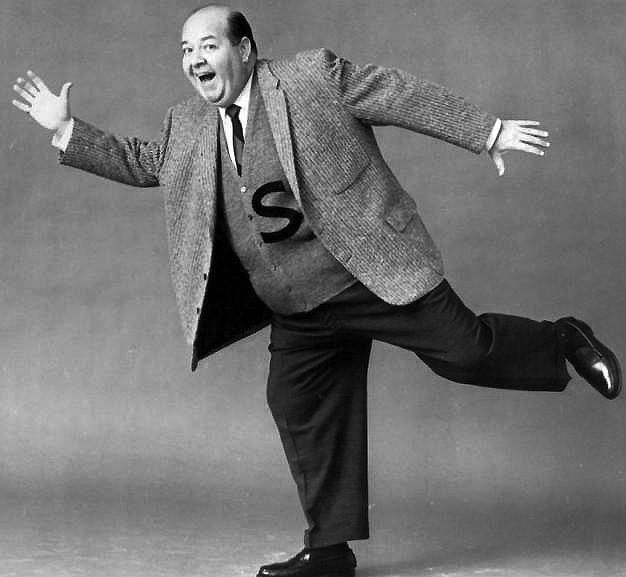
Stubby Kaye, presentador de Shenanigans.

Shenanigans (en español: Travesura) era un programa de concursos infantil estadounidense, emitido por la cadena televisiva ABC desde el 26 de septiembre de 1964 hasta el 20 de marzo de 1965, y desde el 25 de septiembre al 18 de diciembre de ese mismo año. El programa era la versión infantil del programa de concursos Video Village, y al igual que éste utilizaba un tablero de juego gigante producido por Merrill Heatter y Bob Quigley.
De acuerdo a los críticos, el programa fue considerado como "adelantado a su época", y muchos de los conceptos introducidos por el programa han sido utilizados en programas del canal de cable Nickelodeon. El programa comenzó como un programa local para Nueva York, pero posteriormente comenzó a ser emitido como un programa infantil de los sábados en la mañana. El auspiciador del programa era la empresa de juegos de mesa Milton Bradley.
Stubby Kaye era el anfitrión (mencionado como "Alcalde de Shenanigans") mientras que Kenny Williams era el narrador y policía, papel que también desempeñó en Video Village.
El programa era favorito entre la población joven - no exactamente por diversión, sino que por las preguntas que pudieran responder correctamente.

## Juego principal
Al igual que en Video Village, los niños estaban de pie en un tablero de juego gigante. Cuando podían avanzar los espacios que les indicaran los dados, debían responder una pregunta o realizar una acción. El policía era sólo un obstáculo que los niños debían sortear, al igual que en cualquier otro juego de mesa (como en la casilla de la "Cárcel" en Monopoly). Los premios estaban suspendidos desde el cielo, como muestra de lo que los niños esperaban ganar.